# Dremomys
Dremomys é um gênero de roedores da família Sciuridae.

## Espécies
- Dremomys everetti (Thomas, 1890)
- Dremomys gularis Osgood, 1932
- Dremomys lokriah (Hodgson, 1836)
- Dremomys pernyi (Milne-Edwards, 1867)
- Dremomys pyrrhomerus (Thomas, 1895)
- Dremomys rufigenis (Blanford, 1878)